# Neacomys spinosus
Neacomys spinosus là một loài động vật có vú trong họ Cricetidae, bộ Gặm nhấm. Loài này được Thomas mô tả năm 1882.
Đây là một loài gặm nhấm săn mồi về đêm có phạm vi phân bố từ Nam Mỹ trong chi Neacomys. Nó được tìm thấy ở Bolivia, Brazil, Colombia, Ecuador và Peru, nơi nó thường sống ở các khu vực chuyển tiếp giữa rừng thấp và các khu vực mở. Chế độ ăn của chúng bao gồm côn trùng, hạt và trái cây.

## Phân bố và môi trường sống
N. spinosus có phân bố rất rộng bao gồm phần lớn lưu vực sông Amazon và chân đồi phía đông dãy Andes. Phạm vi của nó kéo dài từ miền trung và miền tây Brazil đến đông nam Colombia, miền đông Ecuador, miền đông Peru và miền trung và miền bắc Bolivia. Chúng chủ yếu sinh sống ở vùng đất thấp ẩm ướt, lá rộng, rừng cũng như các khu vực đồi núi có rừng ở độ cao lên tới 2.000 m (6.600 ft). Nó cũng xảy ra ở các vị trí mở hơn ở rìa của các khu rừng đất thấp, trong sự phát triển thứ cấp, trong đất trồng trọt và các khu vườn. Ở Brazil, phạm vi của nó được chia sẻ với Neacomys minutus và Neacomys musseri. 

## Sinh thái học
Loài chuột này sinh hoạt về đêm và ăn những thứ như hạt, quả và côn trùng. Mùa sinh sản dường như diễn ra trong suốt cả năm, nhưng có thể đạt đỉnh vào đầu mùa mưa. Kích thước lứa đẻ thay đổi từ hai đến bốn con. 